# Сіролютка кільчаста
Сіролютка кільчаста (Sympecma paedisca) — вид бабок родини люток (Lestidae).

## Поширення
Вид поширений в Північній Європі та Північній Азії від Нідерландів до Японії. Ізольована популяція є в Альпах (Швейцарія, південний кінець Німеччини, Австрія та північ Італії). В Україні поширений на Поліссі, рідше трапляється у лісостеповій зоні.

## Опис
Довжина тіла становить 40—45 мм, черевце завдовжки 25—29 мм, заднє крило довжиною 18—22 мм. Задній край передньоспинки трилопатевий. Нижній край доплечевої смуги в задній половині з більш-менш прямокутним виступом. Самець і самиці забарвлені однаково. Груди й черевце зверху бронзово-бурі, слабо блискучі, з добре розвиненим темно-бронзовим, злегка блискучим малюнком на верхній частині грудей. Основний фон тіла бежевий. Очі спочатку мають бурий колір, але навесні, після зимівлі, стають блакитними. Птеростигма на передньому крилі розташована від вершини крила далі (приблизно на свою довжину), ніж на задньому крилі. У спокої крила тримає складеними над тулубом.

## Спосіб життя
Характерною особливістю біології цього виду бабок є зимівля на стадії імаго. Уже в квітні відбувається спарювання і відкладання яєць. Відкладання яєць відбувається шляхом проколів листів водних рослин. Личинкова стадія триває протягом 3 місяців. Наступне покоління імаго з'являється вже в липні. Більшість інших видів зимують у личинковій стадії на дні водойм. У водоймах личинки ведуть хижий спосіб життя й харчуються дрібними водними безхребетними.